# Caenaugochlora amatitlana
Caenaugochlora amatitlana är en biart som först beskrevs av Cockerell 1912.  Caenaugochlora amatitlana ingår i släktet Caenaugochlora och familjen vägbin. Inga underarter finns listade.